# Now, Now
Now, Now (antes Now, Now Every Children), es un conjunto de rock indie norteamericano formado en Blaine, Minnesota y radicados en Minneapolis.
La banda está conformada por Cacie Dalager (vocales, guitarra y teclados) y Bradley Hale (batería, voz secundaria). En 2017, la guitarrista Jess Abbott dejó la banda para enfocarse en su proyecto solista.

## Historia

### Formación (2003-2007)
La banda fue formada en 2003 en Blaine, Minnesota bajo el nombre de Now, Now Every Children. Cacie Dalager y Bradley Hale eran compañeros de clase y se encontraron en el instituto al que asistían cuando tenían dieciséis años. 
Al poco tiempo comenzaron a escribir canciones juntos, empezando con una canción acústica dedicada a un amigo de la escuela. El nombre Now, Now Every Children, según Dalager, se les ocurrió mientras hablaba con algunos de sus amigos por internet con su antigua cuenta. 
Al principio fue considerado como una broma para el título de un futuro EP, pero luego el nombre fue elegido como oficial cuando comenzaron el proyecto.

### Comienzos yCars(2007-2009)
En 2007, Now Now Every Children firmó un contrato con el sello discográfico indie de Minnesota, Afternoon Records, fundado por un amigo de la banda, Ian Anderson. El grupo grabó y lanzó a la venta dos EP con la disquera mencionada a principios de 2008, titulados Not One, But Two e In the City.
En septiembre de 2008, el conjunto fue la banda de apertura del dúo de rock indie Mates Of State en Minneapolis, un espectáculo que Dalager considera como "Fácilmente, mi espectáculo favorito en el que alguna vez haya tocado", dando así sus primeros pasos en los escenarios. Anderson produjo el primer álbum de estudio de Now, Now Every Children, titulado Cars y lanzado en formato de descarga digital el 15 de diciembre de 2008 y en CD el 9 de julio de 2009. Su lanzamiento fue acompañado por un espectáculo el 12 de diciembre en el club nocturno musical First Avenue and 7th Street Entry en Minnesota.
Posteriormente, la banda tocó en el festival Bamboozle el 3 de mayo de 2009 y apoyó al grupo de punk rock Paramore en su gira a través de Europa en diciembre de 2009 por el Brand New Eyes Tour.

### Salida de Afternoon Records yNeighbors(2010)
Después de aproximadamente tres años con Afternoon Records, Now, Now Every Children dejó el sello discográfico, lo cual fue anunciado en su blog oficial el 16 de abril de 2010. En ese momento, también se anunció que el grupo recortó su nombre a "Now, Now". Desde entonces, produjeron ellos mismos un EP titulado Neighbors, lanzado en formato de descarga digital el 7 de septiembre de 2010 durante 24 horas. Tras la firma de un contrato, el álbum será relanzado por la discográfica No Sleep Records en 2010.
También hubo 140 copias físicas del EP, las cuales se agotaron el plazo de 8 minutos de salir a la venta. El álbum fue relanzado el 7 de diciembre a través de la disquera No Sleep Records. 
La banda se presentó en el primer Festival Popsickle, auspiciado por Motion City Soundtrack, el 18 de diciembre de 2010.

### Threads(2011 - presente)
Now, Now Every Children comenzó el 2011 como una de las bandas de apoyo en todas las fechas de la gira de invierno de Hellogoodbye, junto con los grupos Jukebox the Ghost, You, Me And Everyone We Know y Gold Motel.
La banda tenía previsto también ser uno de los grupos de apoyo para el grupo Fake Problems en su gira de primavera de 2011, pero se retiró para preparar nuevo material para su próximo disco de larga duración y para "Limpiar [sus] cabezas después de tantos meses seguidos de gira", aunque aún planean llevar a cabo la fecha de Minnesota.
El 3 de mayo de 2011, Now, Now lanzó una colección de remixes de las canciones de Neighboors, titulada Neighboors: The Remixes. En el mismo anuncio, se confirmó que la banda iba a grabar su segundo álbum de larga duración poco después, producido por Howard Redekopp. La banda ganó una mayor popularidad cuando su canción "Neighboors", apareció en un episodio de Grey's Anatomy ("It's a Long Way Back"), que se emitió el 28 de abril de 2011. En el otoño de 2011, Now, Now realizó una breve gira en apoyo a All Get Out y dos fechas como banda de soporte del grupo Mansions.
El 8 de diciembre de 2011, se anunció a través de su página de Facebook que habían firmado el sello discográfico de Chris Walla, Trans Record Label - un sello de Atlantic Records. Su segundo álbum, titulado Threads, fue lanzado el 6 de marzo de 2012.

## Influencias musicales
Now, Now Every Children destaca como influencias musicales a los grupos Death cab for cutie, en particular The photo album y los primeros trabajos de Jimmy Eat World.

## Miembros
- Cacie Dalager (vocales, guitarra, teclados) - (2003-presente)
- Bradley Hale (batería, coros) - (2003-presente)

### Miembros de giras
- Britty Hale (teclados) - (2007-presente)
- Christine Sako (bajo) - (2007-presente)

### Exmiembros
- Jess Abbott (guitarra, vocales) - (2008 - 2017)

## Cronología
|               |      |      |      |      |      |      |      |      |         |
|               |      |      |      |      |      | Cars |      |      | Threads |
| 2003          | 2004 | 2005 | 2006 | 2007 | 2008 | 2009 | 2010 | 2011 | 2012    |
| Cacie Dalager |      |      |      |      |      |      |      |      |         |
| Jess Abbott   |      |      |      |      |      |      |      |      |         |
| Bradley Hale  |      |      |      |      |      |      |      |      |         |

|  | Álbum editado |  | Voz principal y teclados |

|  | Batería |  | Guitarra |

## Discografía

### Álbumes de estudio
| Año  | Álbum                                                                  |
| ---- | ---------------------------------------------------------------------- |
| 2008 | Cars - Lanzamiento: 15 de diciembre de 2008 - Sello: Afternoon Records |
| 2012 | Threads - Lanzamiento: 6 de marzo de 2012 - Sello: Trans Records       |

### EP
| Año  | Álbum                                                                |
| ---- | -------------------------------------------------------------------- |
| 2008 | Not One, But Two - Lanzamiento: 2008 - Sello: Afternoon Records      |
| 2008 | In The City - Lanzamiento: 2008 - Sello: Afternoon Records           |
| 2010 | Neighbors - Lanzamiento: 2010 - Sello: No Sleep Records              |
| 2011 | Neighbors: The Remixes - Lanzamiento: 2011 - Sello: No Sleep Records |
| 2012 | Dead Oaks - Lanzamiento: 2012 - Sello: Trans Records                 |